# Johann Daniel Ramberg

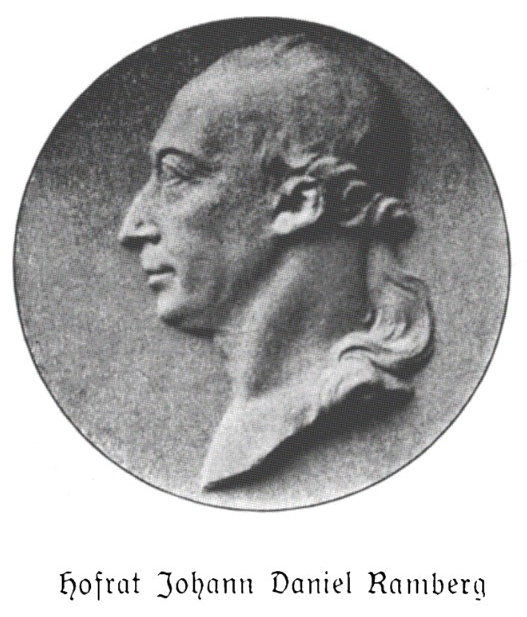
Porträt-Medaillon des Hofrats

Johann Daniel Ramberg (geboren 17. November 1732 in Fallersleben; gestorben 14. Oktober 1820 in Hannover) war ein deutscher Architekt, Jurist, Kriegssekretär, Hofrat, Geheimer Justizrat, Kunstsammler und Maler.

## Familie
Johann Daniel Ramberg war der Sohn eines Amtmanns. Mit Sophie Margarethe Gerstenberg (1739–1811), der Tochter des Zeugmachers und Gardesoldaten Friedrich Gerstenberg in Hameln, hatte er den Sohn und späteren Maler Johann Heinrich Ramberg.

## Leben und Werk
Nach dem Jurastudium an der Universität Göttingen wurde er 1761 Sekretär in der Kriegskanzlei des Kurfürstentums Hannover. Später stieg er zum Kommerzrat auf sowie zum Hof- und Geheimen Justizrat.
Der Kunstliebhaber und -sammler, der selber auch malte, unterrichtete seinen Sohn Johann Heinrich Ramberg derart im Zeichnen und Malen, dass dieser schon früh als „Wunderkind“ galt.
Von Johann Daniel Ramberg stammt der Entwurf des 1787–1790 errichteten Leibniztempels im Georgengarten in Hannover.
Ramberg stand in Korrespondenz mit Georg Christoph Lichtenberg.

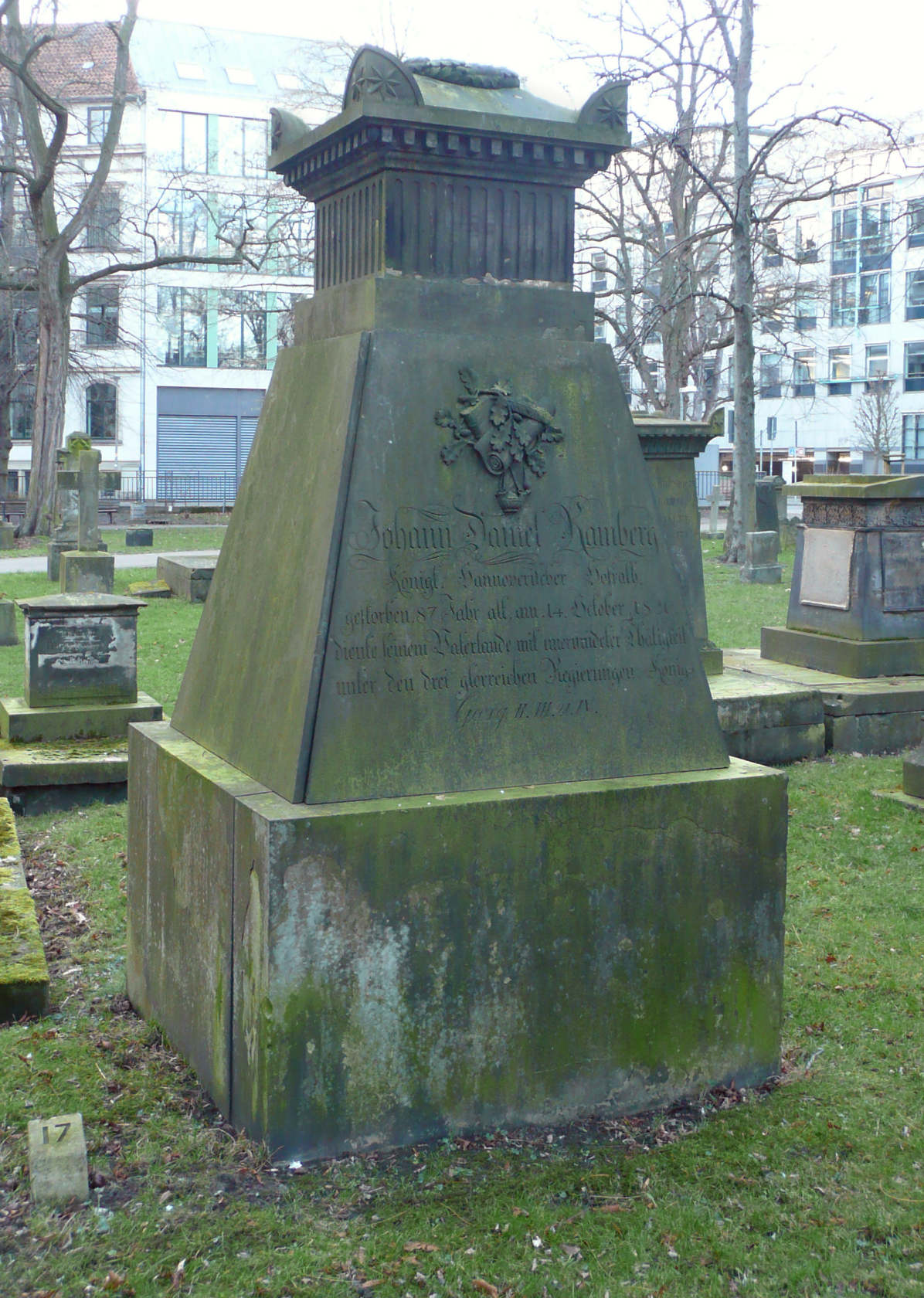
Grabmal auf dem Gartenfriedhof

Das Grabmal Rambergs mit der Inschrift „Diente unter drei Königen“ auf dem Gartenfriedhof in Hannover.